# 염화 철(II)
염화 철(II)(Iron(II) chloride)은 화학식 FeCl2을 갖는 화합물이다. 녹는점이 높은 상자성 고체이다. 이 화합물은 백색이지만 일반적인 샘플은 황백색을 보인다. 이 화합물은 물에 매우 잘 녹으며 이때 창백한 녹색 용액이 된다.

## 생성
Fe  +  2 HCl  →   FeCl2  +  H2

## 같이 보기
- 염화 철(III)
- 황산철(II)